# Principat de Baban
El principat de Baban fou un petit estat autònom kurd regit per diverses nissagues successives sempre anomenades Baban o babànides, sent el feu principal el territori al sud del Petit Zab amb capital a la vila de Dhari-bazer.
El 1784 els Baban es van traslladar a una nova capital, que va agafar el nom de Sulaymaniyya.